# Cat's Eye (película)
Cat's Eye  (titulada: El ojo del gato en México y Los ojos del gato en España y Argentina) es una película estadounidense de 1985 dirigida por Lewis Teague. Se divide a su vez en tres historias, que son vistas a través de los ojos de un gato. Las dos primeras son adaptaciones de historias cortas de Stephen King, mientras que la tercera es una historia original que creó para la película.
- La primera es la de un empedernido fumador (Morris), interpretado por James Woods, que contrata a unos sádicos para que lo ayuden a dejar de fumar.
- La segunda narra la historia de un mafioso que descubre el adulterio de su mujer y obliga al amante a que camine por la cornisa de un edificio.
- La tercera es la de una niña, interpretada por la entonces infantil Drew Barrymore, que ve un gnomo en su habitación.

## Argumento

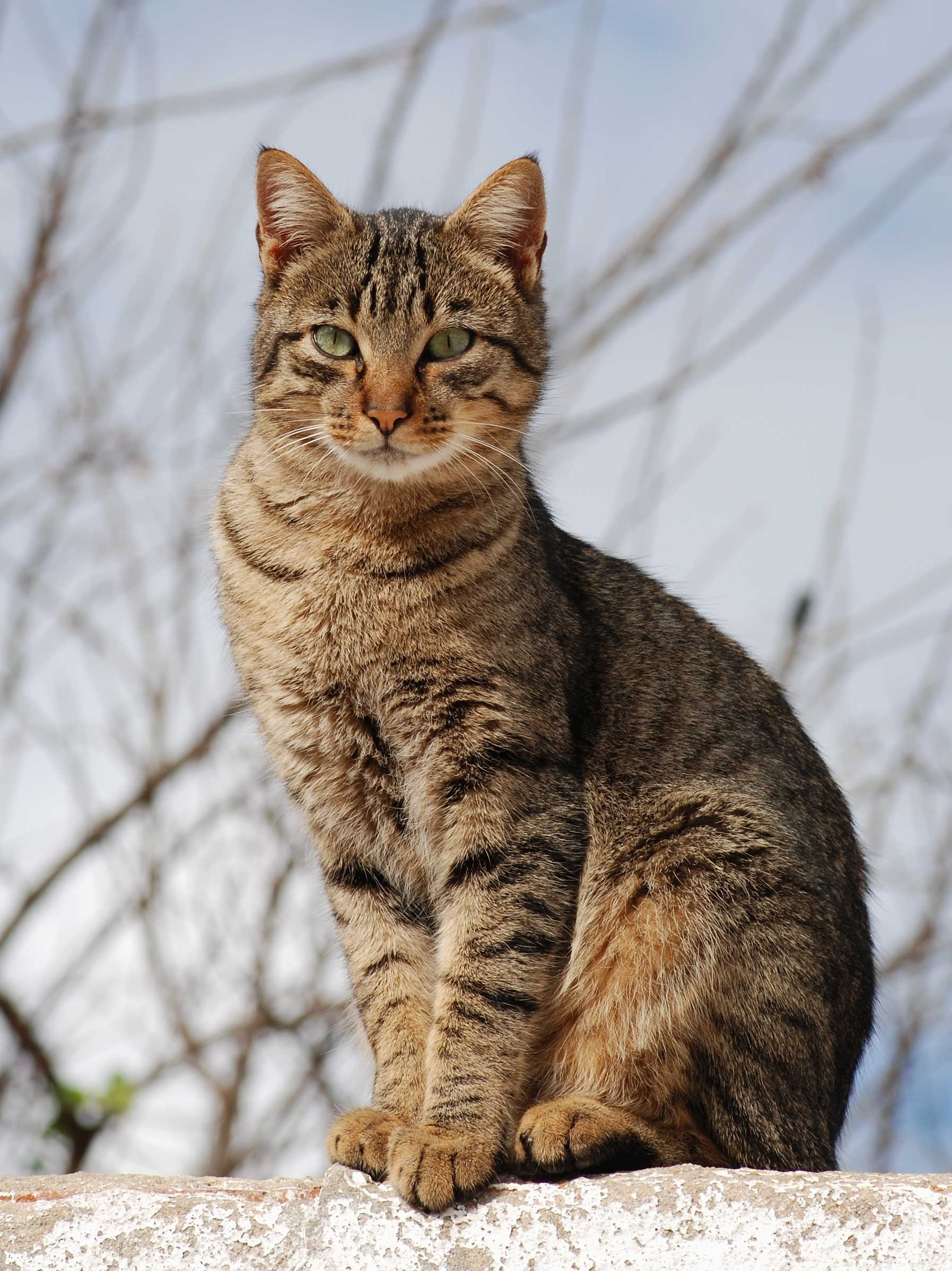
El nexo de todas los historias es la presencia de General, un gato atigrado que viaja por las ciudades de la Costa Este buscando a una niña que debe salvar.

Un gato atigrado callejero huye de un perro San Bernardo escondiéndose en un camión, el cual se dirige a Nueva York. El gato tiene una visión de una niña suplicando por ayuda y luego es recogido por un hombre llamado Junk.

### Basta S.A.
Dick Morrison es un fumador empedernido a quien un amigo le sugiere que se una a "Basta S.A." para dejar atrás su hábito. Vinnie Donatti, consejero de la clínica, le explica que esta tiene un 100% de éxito debido a sus métodos persuasivos: cada vez que él fume un cigarrillo, cosas horrorosas de magnitud creciente le ocurrirán a su esposa e hija.
Usando el gato que Junk, su asistente, encontró en la calle, Donatti le muestra el primero de dichos horrores: el gato es colocado en una jaula eléctrica y es sometido a shocks eléctricos. Dick le explica que si él es sorprendido con un cigarrillo, su esposa recibirá el shock eléctrico mientras él es obligado a mirar. Por posteriores infracciones su hija será quien recibirá electricidad, luego su esposa será violada y subsecuentemente, ocurrirán cosas peores. Dick decide ocultarle a su familia estas amenazas.
A la noche, Dick está enojado por las amenazas de Basta S.A. y encuentra un paquete de cigarrillos en su escritorio. Cuando está a punto de fumar uno, descubre que hay un par de pies en su armario, dándose cuenta de que Basta S.A. se toma sus amenazas muy en serio. Al día siguiente, Dick va a visitar a su hija a la escuela, donde le regala una muñeca. Allí, observa que Donatti también está allí.
Durante una congestión de tránsito, Dick aprovecha para fumar un cigarrillo que encontró en la guantera, para luego darse cuenta de que es observado. Después de ver a Cindy ser torturada con electricidad, Dick ataca a Donatti y Junk. Durante el forcejeo, el gato se escapa. Dick finalmente está determinado a no volver a fumar y le cuenta todo a su esposa.
El tiempo ha pasado y Dick ya ha abandonado el fumar, aunque como consecuencia, ha ganado peso. Donatti le da unas píldoras de adelgazamiento ilegales y le fija un objetivo de pérdida de peso. Dick le pregunta en broma qué ocurrirá si no cumple con la meta fijada, a lo que Donatti le responde que le cortarán el meñique a su esposa. Poco después, Dick y su mujer están cenando con el amigo que le recomendó Basta S.A. y la esposa de este y deciden brindar en nombre de la compañía. Cuando alzan los vasos, Dick observa que a la mujer de su amigo le falta un dedo meñique.

### La cornisa
Luego de escapar de Basta S.A., el gato se aleja de Manhattan en el Ferry de Staten Island y llega a Atlantic City, Nueva Jersey, donde tiene la misma visión difusa de una niña pidiendo ayuda. 
En paralelo, Johnny Norris, un apostador y ex profesional de tenis, está teniendo una aventura con una mujer cuyo celoso marido, Cressner, es un jefe mafioso y dueño de un casino. Cressner, a quien le gusta apostar sobre cualquier cosa, gana una apuesta de que el gato será capaz de cruzar la atestada calle frente a su casino y llegar vivo al otro lado. Luego, se lleva al gato con él.
Cressner ha secuestrado a Norris, donde lo chantajea para realizar una peligrosa prueba: debe circunnavegar la cornisa que rodea el penthouse de Cressner. Si logra dar toda la vuelta, Cressner le dará el divorcio a su esposa. Si se niega, llamará a la policía para arrestarlo por posesión de drogas, las cuales su secuaz, Albert, ha plantado en el Ford Mustang de Norris.
Norris acepta y sale al exterior, donde se enfrenta a peligros como Cressner haciendo sonar una bocina, o una paloma que le picotea el pie, haciéndolo sangrar. Finalmente logra dar la vuelta y reingresa al apartamento, donde Cressner le dice que honrará su palabra. Alberto quita las drogas y Cressner le da a Norris una bolsa con dinero. Sin embargo, en la bolsa encuentra la cabeza cortada de la esposa de Cressner. Norris se enfrenta a Cressner, mientras que Albert se tropieza con el gato, dejando caer su arma. Norris logra hacerse con el revolver y mata a Albert, luego de lo cual apunta a Cressner. Norris lo obliga a hacer el mismo recorrido por la cornisa que el tuvo que hacer. El gato observa cómo Cressner, siendo molestado por la paloma, cae hacia el vacío.

### General
El gato se sube a un tren y llega hasta Wilmington, Carolina del Norte, donde es adoptado por una niña llamada Amanda, la misma que aparecía en sus visiones, quien lo bautiza como General. La madre de Amanda está temerosa que General ataque al periquito de la familia, Polly.
A pesar de las protestas de Amanda, su madre obliga a General a dormir afuera de la casa por la noche. Como consecuencia, General no puede proteger a Amanda de un malvado trol que se ha instalado en la casa. Cuando Amanda duerme, el trol emerge a través de un agujero en la pared del dormitorio de Amanda, asesina al pájaro con una pequeña daga y luego intenta robar la respiración de Amanda. General logra entrar en la casa y persigue al trol que luego de herir al gato con su daga logra escapar. 
Cuando descubren al pájaro muerto, los padres están convencidos de que General mató a Polly, aunque luego el padre observa una herida en el gato que es muy grande para ser provocada por un pequeño pájaro, por lo que comienza a dudar.
La madre de Amanda lleva a General a un refugio para que reciba eutanasia. Al caer la noche, el trol regresa y traba la puerta de Amanda, luego vuelve a intentar robar la respiración de la niña. Cuando se acercan a darle la última cena a General, este aprovecha para escapar y corre hacia la casa de Amanda.
General salva a Amanda y comienza a luchar contra el trol, haciendo mucho ruido. Los padres de Amanda se despiertan pero como la puerta de la habitación de su hija está trabada, no pueden ingresar. General logra matar al trol antes de que se escape. Cuando los padres de Amanda logran entrar, ella les cuenta cómo General la salvó. Ellos observan partes del cuerpo del trol, así como su daga y el agujero en la pared, por lo cual deciden creerle. 
Como recompensa, General disfruta de un gran pescado, luego se sube a donde está Amanda y le lame la cara, mientras ella se despierta y lo acaricia.

## Reparto
| Actor             | Personaje         |
| ----------------- | ----------------- |
| Drew Barrymore    | Amanda            |
| James Woods       | Dick Morrison     |
| Alan King         | Dr. Vinny Donatti |
| Kenneth McMillan  | Cressner          |
| Robert Hays       | Johnny Norris     |
| Candy Clark       | Sally Ann         |
| James Naughton    | Hugh              |
| Tony Munafo       | Junk              |
| Court Miller      | Sr. McCann        |
| Russell Horton    | Sr. Milquetoast   |
| Patricia Benson   | Sra. Milquetoast  |
| Mary D'Arcy       | Cindy             |
| Susan Hawes       | Sra. McCann       |
| Shelly Burch      | Jerrilyn          |
| Sal Richards      | Westlake          |
| Jesse Doran       | Albert            |
| Patricia Kalember | Marcia            |
| Mike Star         | Ducky             |
| Charles S. Dutton | Dom               |